# Ронсон, Мик
Майкл (Мик) Ронсон (англ. Mick Ronson; 26 мая 1946, Халл, Йоркшир — 29 апреля 1993, Лондон) — британский гитарист, аранжировщик, композитор и музыкальный продюсер, наиболее известный как один из участников группы Дэвида Боуи The Spiders from Mars. Его музыкальная карьера началась в йоркширской группе The Rats, где он играл с 1967 года. С альбома The Man Who Sold the World началось его сотрудничество с Дэвидом Боуи. Ронсон принял участие в записи пяти его альбомов начала 70-х — The Man Who Sold the World, Hunky Dory, The Rise and Fall of Ziggy Stardust and the Spiders From Mars, Aladdin Sane, Pin Ups — в качестве гитариста, клавишника, аранжировщика и продюсера. В те же годы он продюсировал альбом Лу Рида Transformer, написав несколько аранжировок, в частности, для «Perfect Day».
После распада группы Spiders from Mars и краткой сольной карьеры началось долгое и плодотворное сотрудничество Ронсона с Иэном Хантером, бывшим фронтменом группы Mott the Hoople. Вместе они записали альбомы Ian Hunter, You’re Never Alone With a Schizophrenic, Welcome to the Club, Short Back 'n' Sides, All of the Good Ones are Taken (где Ронсон играет только на композиции «Death 'n' Glory Boys») и — под двойным именем Hunter/Ronson — YUI Orta. Дуэт провел несколько гастрольных туров, а также записал песни для фильмов «Fright Night» и «Teachers».
За свою двадцатилетнюю карьеру Мик также работал в качестве продюсера музыканта со многими артистами разных стилей. Среди них — Элтон Джон («Rare Masters»), Боб Дилан (гастрольный тур 1975-76 Rolling Thunder Revue, альбом Hard Rain и фильм «Renaldo and Clara»), Джон Мелленкамп («American Fool»), Ellen Foley («Nightout»), Meat Loaf («Dead Ringer»), Wildhearts («Earth vs. Wildhearts»), David Johansen («In style»), Annette Peacock («X-Dreams»), Dana Gillespie («Weren’t Born a Man», «Andy Warhol»).
Мик Ронсон рано ушёл из жизни, записав в последние месяцы третий сольный альбом Heaven and Hull при участии друзей и коллег. Последний концерт, в котором он принял участие был трибьют-концерт памяти Фредди Меркьюри. С тех пор были изданы The Hunter/Ronson Band — BBC Live in Concert, Showtime (концертные записи 1976 года), Just Like This (несостоявшийся сольный альбом 1976 года) и Indian Summer (музыка к фильму, который так и не был снят). В память о музыканте в его родном городе была открыта концертная площадка под названием «The Mick Ronson Memorial Stage».

## Биография

### 1946—1969: Ранние годы
Майкл Ронсон родился в Беверли Роуд, Халл, Восточном Йоркшире, в 1946 году, после переехал жить в Грэйтфилд, Халл. В детстве он обучался классической игре на фортепьяно, блокфлейте, скрипке, а затем на фисгармонии. Первоначально он хотел стать виолончелистом, однако решил играть на гитаре, после того как открыл для себя музыку Эдди Дуэйна, в которой звук на басовых партиях гитары были, как подметил Ронсон, подобны партиям на виолончели. В 1963 году, в возрасте 17 лет, он присоединился к своей первой группе, The Mariners. Его сценический дебют с The Mariners был на разогреве у Keith Herd Band в Деревенском Зале Эллоугхтоне. В то время как Ронсон работал с The Mariners, другая местная группа Халла — The Crestas — приняла его в свой состав по совету басиста The Mariners, Джона Гриффитса. The Crestas с Ронсоном получили твердую репутацию, регулярно появляясь в местных залах: по понедельникам в Халфвей Хоум, по четвергам в Гостиничном зале, по пятницам в Королевском Танцзале в Беверли, и по воскресеньям в Графстве Камберленд в Северном Ферриби.
В 1965, Ронсон оставил The Crestas, чтобы попытать счастье в Лондоне. Он нанимается на работу механиком с неполным рабочим днем, и в это же время, он входит в состав группы The Voice, заменяя гитариста Миллера Андерсона. Вскоре, барабанщик The Crestas, Дейв Брэдфилд, присоединился к группе The Voice в Лондоне, когда их барабанщик ушёл из группы.
После того, как они отыграли несколько концертов с группой, Ронсон и Брэдфилд возвратились с уик-энда в Кингстон-апон-Халл, где налаживали творческие разногласия в их квартире, когда остальная часть группы уехала на Багамы. Ронсон остался в Лондоне и некоторое время объединился с соул-группой The Wanted, но в конечном счете вернулся Халл.
В 1966, Ронсон присоединился к главной и наиболее известной местной группе Кингстон-апон-Халла, The Rats, в состав которой входили: вокалист Бенни Маршалу, басист Джеффу Апплеби, и барабанщик Джиму Симпсону (который был впоследствии заменен Клайвом Тэйлором, а затем Джоном Кэмбридджем). Группа играла в местных заведениях, и совершила несколько неудачных поездок в Лондон и Париж.
В 1967 году The Rats записала психоделический трек «The Rise And Fall Of Bernie Gripplestone» на студии «Фейрвью» (англ. Fairview Studios), в Халле. Трек впоследствии вошёл в сборник 2008 года Front Room Masters - Fairview Studios 1966-1973.В 1968 группа временно поменяла своё название на Treacle и заказала другую сессию записи на студии «Фейрвью» в 1969, прежде, чем вернулась к их оригинальному названию. В это время Ронсона рекомендовал Рик Кэмп Михаелу Чэпману, как гитариста, на запись его альбома Fully Qualified Survivor.
Когда Джон Кэмбридж ушёл из The Rats, чтобы присоединиться к прежнему участнику группы The Hullaballoos, Мику Уэйну, в группе Junior’s Eyes, то он был заменен Миком «Вудом» Вудманси. В ноябре 1969 года, группа сделала запись своих последних сессий в «Фейрвью», записав песни «Telephone Blues» и «Early in Spring».
В марте 1970, во время записи альбома Элтона Джона Tumbleweed Connection, Ронсон исполнил гитарные партии в композиции «Madman Across the Water», однако оригинальная запись песни не попала на альбом, а перезаписанная (без Ронсона) версия вошла в следующий альбом Элтона Джона, Madman Across the Water, ставшей там заглавным треком. Оригинальная версия, исполненная с Ронсоном, вошла в переиздания альбома в качестве бонус-трека. Также композиция вошла в компиляцию Rare Masters.

### 1970—1973: Период сотрудничества с Дэвидом Боуи

#### «The Man Who Sold the World»
В начале 1970 года, Кембридж вернулся на Халл в поисках Ронсона, с намерением уговорить его присоединиться к новой группе Дэвида Боуи, под названием The Hype. Он нашёл Ронсона, который выполнял одну из своих обязанностей, будучи садовником Отдела Парков для Муниципалитета Халла. Потерпев неудачи в своих более ранних попытках «покорения» Лондона, Ронсон отказался, но в конечном счете согласился сопровождать Кембриджа на встречу с Боуи. Два дня спустя, 5 февраля, Ронсон дебютировал с Боуи на национальном радио «Би-би-си», в передаче Джона Пила.
22 февраля The Hype отыграла свой первый концерт в The Roundhouse, а в составе на тот момент были: Боуи, Ронсона, Кембридж и продюсер/басист Тони Висконти. Во время выступления все участники группы нарядилась в супергеройские костюмы: Боуи оделся как «Человек-радуга» (англ. Rainbowman), Висконти как «Человек-обман» (англ. Hypeman), Ронсон как «Человек-гангстер» (англ. Gangsterman), а Кембридж как «Человек-ковбой»(англ. Cowboyman). В тот день они выступали на одной сцене с Bachdenkel, The Groundhogs и Caravan. На следующий день они выступили в Streatham Arms в Лондоне под псевдонимом Harry The Butcher (рус. Гарри Мясник). Они также выступили 28 февраля в Лаборатории Искусств Базилдона — клубе экспериментальной музыки в Центре Искусств Базилдона в Эссексе, под названием David Bowie’s New Electric Band (рус. Новая Электрическая Группа Дэвида Боуи). Там с ними выступали High Tide, Overson и Iron Butterfly. Также должны были выступать Strawbs, но были заменены David Bowie’s New Electric Band. Джон Кэмбриддж покинул группу 30 марта и был снова заменен Вудди Вудманси. В апреле 1970 года, Ронсон, Вудманси и Висконти, приступили к записи альбома Боуи The Man Who Sold The World.
Во время сессий для альбома The Man Who Sold The World трио Ронсона, Вудманси и Висконти, все ещё оставалясь группой The Hype, подписали к контракт с Vertigo Records. В это время в состав группы вошёл Бенни Маршал из The Rats (на место вокалиста), и нашла студию, чтобы сделать запись своего студийного альбома. В студии они приступили к записи их первого сингла «4th Hour of My Sleep» и параллельно работая над альбомом. К тому времени, когда их первый сингл был записан и выпущен, группа была переименована в The Ronno. Сингл «4th Hour of My Sleep» был выпущен на лейбле Vertigo Records в январе 1971 года и получил от критиков безразличный прием. Заглавная песня сингла была написана Такером Зиммерманом, а на стороне B была композиция Ронсона и Маршала «Powers of Darkness». Студийный альбом The Ronno так и не был закончен.

#### The Spiders from Mars
Группа, к которой присоединились Тревор Болдер (который заменил Висконти на бас-гитаре) и Рик Уэйкман, играющий на клавишных инструментах, была вновь была использована Дэвидом Боуи в записи своего четвёртого альбома Hunky Dory. На этом альбоме в качестве сопродюсера Боуи дебютировал Кен Скотт, заменив Висконти.
Именно эта группа, кроме Уэйкмана, стала известной как The Spiders from Mars на следующем альбоме Боуи. Снова Ронсон стал ключевой фигурой в записи альбома The Rise and Fall of Ziggy Stardust and the Spiders From Mars, играя на различных инструментах (в основном играя на электрогитаре). Ронсон и Боуи достигли определенной славы на концертных выступлениях, продвигающей этот альбом, благодаря театрализованному шоу на сцене, обыгрываемому музыкантами. Одним из наиболее скандальных элементов шоу была симуляция Боуи орального секса с гитарой Ронсона, пока тот играл. Звук гитары Ронсона не только вписался в этот стиль выступлений, но также и обеспечил большую музыкальную основу для будущих музыкантов панк-рока.
Ронсон сыграл на альбоме кантри-рока 1972 года Bustin' Out, где он управлял ансамблем и внёс гитарные и вокальные партии на нескольких композициях, они наиболее заметны в композиции «Angel No. 9». «Angel No. 9» вновь появится на его второй сольной долгоиграющей пластинке Play Don't Worry (1975).
Его сотрудничество с Боуи продолжилось на альбоме Aladdin Sane.
В 1973 году Боуи выпустил альбом кавер-версий Pin Ups. Альбом стал последним студийным альбомом, записанным с большей частью коллектива The Spiders From Mars, они выступали с ним на протяжении всей эры Зигги Стардаста, однако ударник Мик Вудманси был заменен на Эйнсли Данбара. Во время сессий альбома была записана кавер-версия песни «White Light/White Heat» группы «The Velvet Underground», которая так и не была выпущена. Считается, что Боуи пожертвовал эту композицию для альбома Мика Ронсона «Play Don’t Worry» (1975).

### Позднее творчество

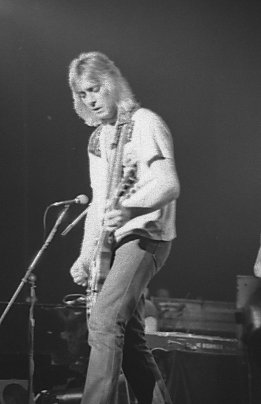
Выступление Ронсона в Мэсси-холле в Торонто, 1979 год

После распада группы Дэвида Боуи The Spiders from Mars и после «Прощального Концерта» 1973 года, Ронсон выпустил три самостоятельных сольных альбома. Его дебютный сольник Slaughter on 10th Avenue содержал в себе кавер-версию песни Элвиса Пресли, «Love Me Tender», так же как наиболее известный трек всего сольного творчества Ронсона, «Only After Dark». Кроме того, его сестра, Маргарет Ронсон, исполняла на альбоме бэк-вокал. Между этим релизом и следующим сольным альбомом, выпущенный в 1975 году, Ронсон недолгое время входил в состав группы Mott the Hoople. С этого времени он надолго стал сотрудничать с прежним лидером Mott the Hoople — Ианом Хантером. Их наиболее плотное сотрудничество началось с записи альбома Ian Hunter. Сингл с альбома, «Once Bitten, Twice Shy», добрался до 14 места в британских чартах, а также дуэт Ронсона и Хантера совершили турне под названием Hunter Ronson Band. В 1980 году был выпущен концертный альбом Йана Хантера Welcome to the Club, основным гитаристом на котором выступал Ронсон. релиз содержал также несколько студийных композиций, одна из которых была под авторством дуэта Хантер\Ронсон.
Ронсон записал свои гитарные партии в заглавную песню альбома Дэвида Кассиди, Getting It in the Street (1976).
Роджер Долтри, вокалист The Who, использовал гитарные партии Ронсона на своем сольном альбоме 1977 года, One of the Boys.
В 1979 Ронсон и Хантер продюсировали и играли на дебютном альбоме Эллен Фоли Night Out, а также на синглах «We Belong To The Night» и «What’s a Matter Baby».
В 1982 Ронсон работал с Джоном Мелленкампом над его альбомом American Fool, и в особенности над песней «Jack & Diane». И хит-песня, и альбом возглавили американский чарт.
В 1990 году дуэт Хантера и Ронсона снова выпустил пластинку под названием Yui Orta. В 1993 году Ронсон вновь сыграл на альбоме Боуи Black Tie White Noise гитарные партии в композиции «I Feel Free» (кавер-версия песни Cream). Данный трек уже исполнялся совместно музыкантами во время Ziggy Stardust Tour.
20 апреля 1992 года Ронсон выступил на концерте памяти Фрэдди Меркьюри. Он сыграл на двух песнях: «All The Young Dudes» — главном хите группы Mott the Hoople вместе с Хантером, Боуи, а также Джо Эллиоттом и Филом Колленом из группы Def Leppard и «Heroes» вместе с Дэвидом Боуи.
Последней работой Мика Ронсона стал альбом Моррисси «Your Arsenal». Эта пластинка была номинирована на Грэмми.
29 апреля 1993 года Мика Ронсона не стало. Причина смерти — рак печени.

## Личная жизнь
В годы работы с Дэвидом Боуи Ронсон познакомился со Сьюзи Фасси (англ. Suzy Fussey), парикмахершей и визажисткой, создавшей образ Зигги. Она стала впоследствии миссис Ронсон, в 1976 у них родилась дочь Лиза.
Также у него есть два сына Николас (р. 1971) от его подруги Дениз и Йоаким (р. 1990) от Каролы Вестерлунд .

## Сольная Дискография
- 1974 — Slaughter On 10th Avenue [RCA]
- 1975 — Play Don't Worry [RCA]
- 1976 — Showtime (live) [NMC] (выпущен в 1999 году)
- 1976 — Just Like This [NMC] (выпущен в 1999 году)
- 1994 — Heaven and Hull [Epic]